# آلان بيرغر
آلان بيرغر هو لاعب هوكي الجليد سويسري، ولد في 27 ديسمبر 1990 في برجدورف في سويسرا.

## وصلات خارجية
- آلان بيرغر على موقع دوري الهوكي الوطني (الإنجليزية)
- آلان بيرغر على موقع EliteProspects.com (الإنجليزية)
- آلان بيرغر على موقع HockeyDB.com (الإنجليزية)